# 御殿山料金所

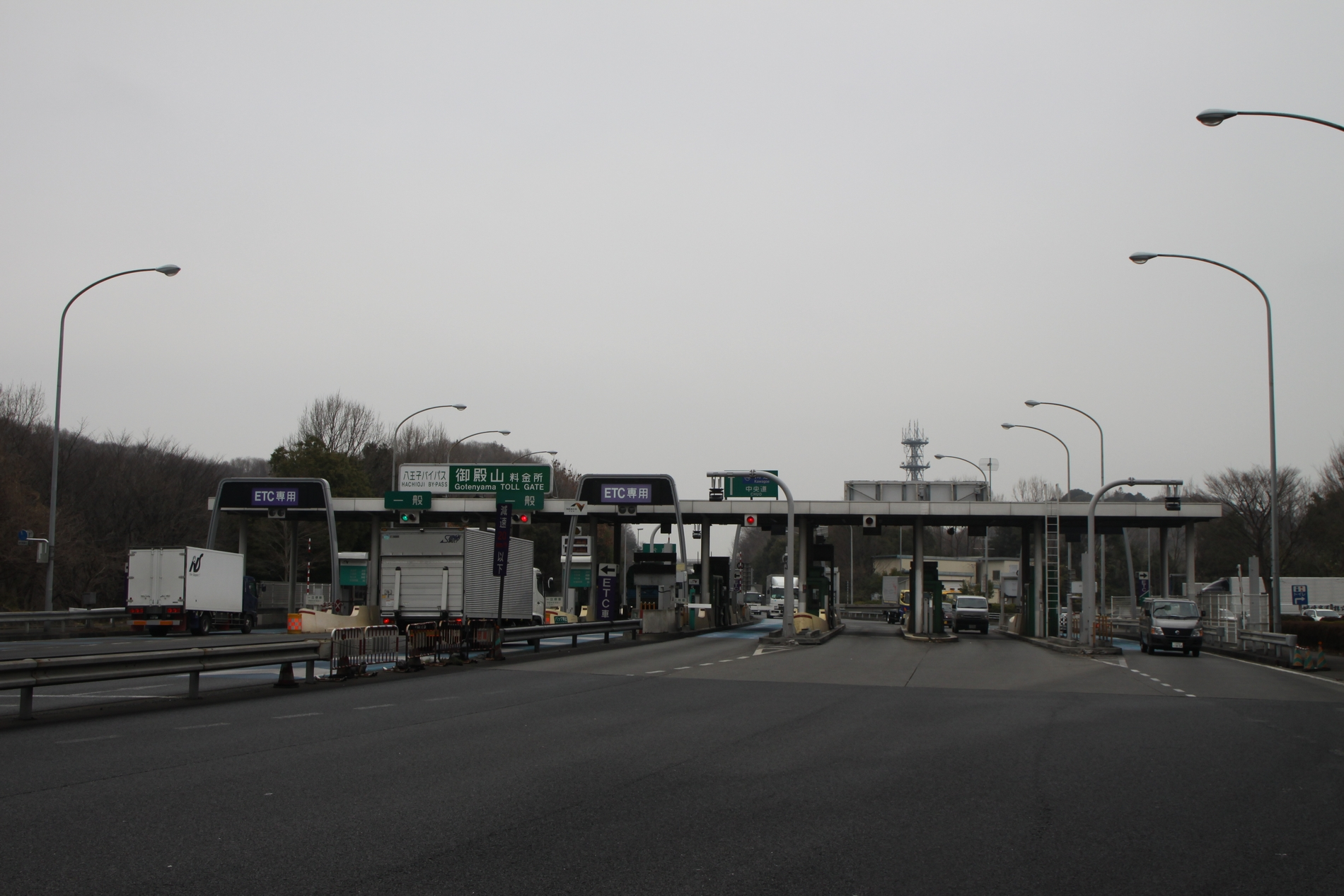
八王子バイパス御殿山料金所

御殿山料金所（ごてんやまりょうきんじょ）は、かつて東京都八王子市鑓水字丹波山538にあった、八王子バイパス唯一の本線料金所である。中日本高速道路株式会社（NEXCO中日本）が管理していた。

## 概要
八王子バイパスの有料区間における料金徴収のため、当時の日本道路公団が1985年（昭和60年）10月31日に運用開始。2005年（平成17年）10月1日には道路関係四公団民営化により、日本道路公団から中日本高速道路に移管された。
無料化前には相原方面に設置された料金所事務所の駐車場が一般開放され、トイレや自動販売機も設置されていたことから、小規模なパーキングエリアのような造りになっていた。
2015年（平成27年）10月31日に無料化されたことに伴い、前日の10月30日の終了をもって廃止された。その後、施設自体も解体された。

## 道路
- 八王子バイパス

## 料金所施設
ブース数：10

### 打越方面（川越・瑞穂）
- ブース数：5
  - ETC専用：2
  - 一般：2

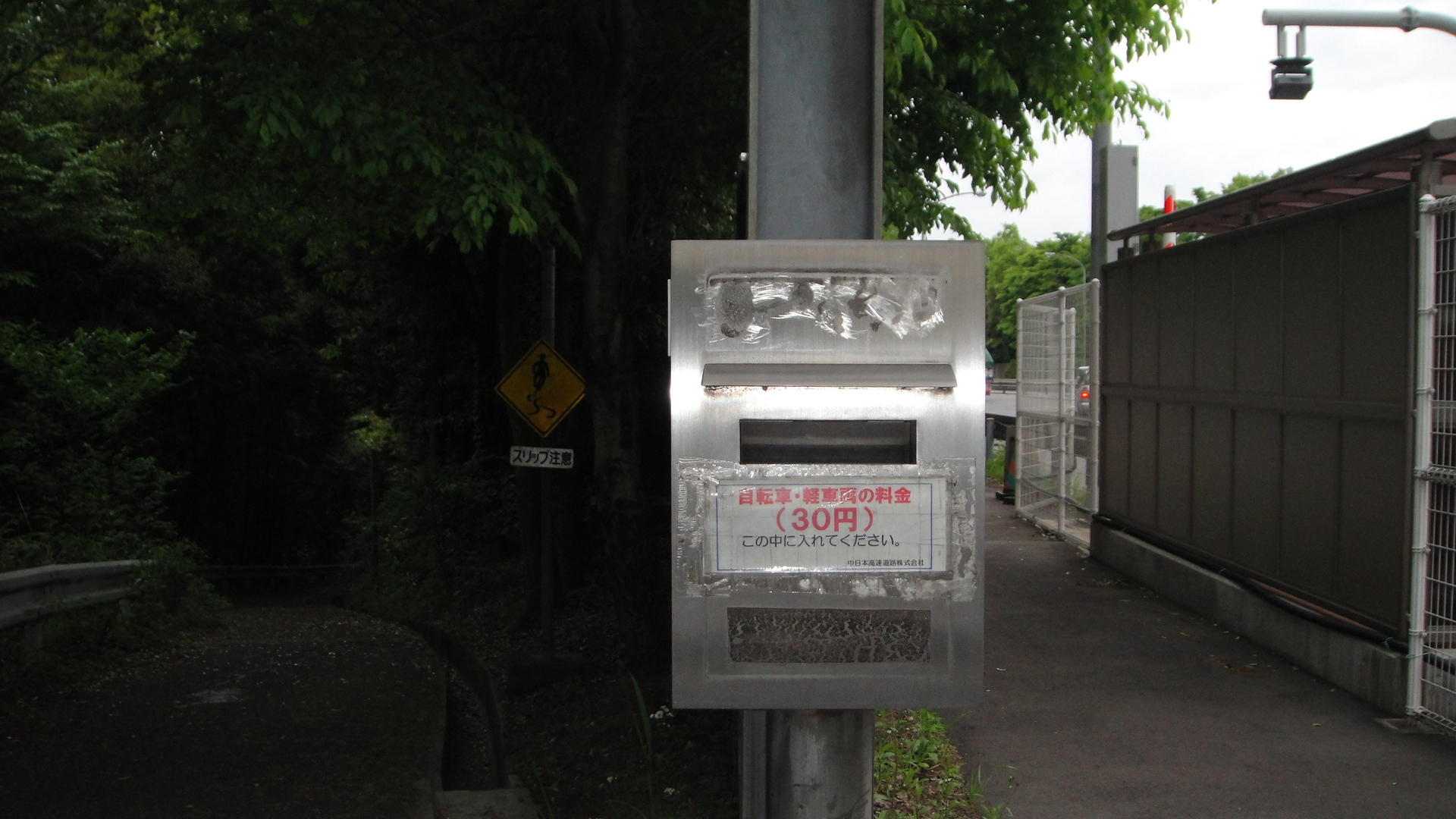
八王子バイパス御殿山料金所に設置されていた軽車両専用の通行料金収受箱

  - 軽車両用：1（ポスト状の料金収受箱が使用されていた。つり銭が必要な時や領収書を発行してもらうには料金所事務所へ行く必要があった。）

### 相原方面（横須賀・相模原）
- ブース数：5
  - ETC専用：2
  - 一般：2
  - 軽車両用：1

## 周辺
- 御殿峠